# 亞音有星
亞音有星（日语：／，2月14日—），寶塚歌劇團宙組男役，暱稱、，佐賀縣佐賀市人，畢業於佐賀市立大和中學校。

## 簡介
- 2017年，進入寶塚歌劇團，103期生[4][5]，同期生有夢白あや(現雪組主演娘役)、希波らいと(現花組男役)、瑠皇りあ(現月組男役)、瑠璃花夏(現星組娘役)、朝葉ことの(現花組娘役)、白河りり(現月組娘役)。初次登台表演是雪組公演『幕末太陽傳』『Dramatic “S”!』[6]，之後被分配至宙組。
- 2021年，擔任『シャーロック・ホームズ-The Game Is Afoot!-(夏洛克·福爾摩斯－The Game Is Afoot!－)』新人公演主角，這是她第一次主演新人公演[7][8]。
- 2022年，再度主演新人公演，劇目是『HiGH&LOW ─THE PREQUEL─』[9][10]。
- 姊姊是星組男役蒼舞咲歩[2]。

## 寶塚歌劇團時期

### 初舞台
- 2017年4-5月 寶塚大劇場雪組公演『幕末太陽傳（ばくまつたいようでん）』『Dramatic “S”!』[11]

### 宙組時期
- 2017年8-11月『神々の土地(諸神的土地～羅曼諾夫王朝的黃昏～)』『クラシカル ビジュー(經典寶石)』[12]
- 2018年3-6月 『天（そら）は赤い河のほとり(闇河魅影)』新人公演 飾演:ティト(蒂托)(正式公演:愛海ひかる)『シトラスの風-Sunrise-(柑橘之風－Sunrise－)』[13]
- 2018年8月 寶塚Bow Hall 『ハッスル メイツ!(匆忙的隊友們)』[14]
- 2019年2月 博多座『黒い瞳(黑之瞳，改編普希金原作小說「上尉的女兒」)』飾演:トマーノフ(托曼諾夫)『VIVA! FESTA! in HAKATA』[15]
- 2019年4-7月 『オーシャンズ11(瞞天過海)』飾演:ソムリエ(侍酒師) 新人公演 飾演:テリー・ベネディクト(特里·班尼迪克特)[16]
- 2019年9月 寶塚Bow Hall 『リッツ・ホテルくらいに大きなダイヤモンド(一顆像麗思飯店那麼大的鑽石/The Diamond as Big as the Ritz，改編自費茲傑羅同名小說)』飾演:ユージン(尤金)[17]
- 2019年11月-2020年2月 『El Japón（エル ハポン）-イスパニアのサムライ-(El Japón─西班牙的武士─)』新人公演 飾演:アレハンドロ(亞雷漢德羅)(正式公演:芹香斗亞)『aquavitae!!(生命之泉!!)』[18]
- 2020年8-9月 梅田藝術劇場、日生劇場『FLYING SAPA-フライング サパ-(飛翔薩帕)』飾演:ハックルベリー(哈克貝利)[19]
- 2020年11月-2021年2月 『アナスタシア(真假公主)』飾演:ジークフリート(齊格菲)[20]
- 2021年4月 寶塚Bow Hall『夢千鳥』飾演: 東郷青兒/西条湊[21][22]
- 2021年6-9月 『シャーロック・ホームズ-The Game Is Afoot!-(夏洛克·福爾摩斯－The Game Is Afoot!－)』飾演:マクドナルド 新人公演 飾演:シャーロック・ホームズ(夏洛克·福爾摩斯)(正式公演:真風涼帆)『Délicieux（デリシュー）!-甘美なる巴里-(Délicieux！－甜美的巴黎－)』[23][24][25]＊第一次擔任新人公演主角
- 2021年11-12月 『バロンの末裔(男爵的後裔)』飾演:ヘンリー(哈利)『アクアヴィーテ(aquavitae!!)(生命之泉!!)』[26]※全國巡迴公演
- 2022年2-3月 寶塚大劇場 『NEVER SAY GOODBYE(NEVER SAY GOODBYE─某段愛情的軌跡─)』飾演:タリック(塔里克)/ヘンリー・メリル(亨利・梅里爾)[27]
- 2022年4-5月 東京寶塚劇場『NEVER SAY GOODBYE(NEVER SAY GOODBYE─某段愛情的軌跡─)』飾演:タリック(塔里克)/ヘンリー・メリル(亨利・梅里爾) 新人公演 飾演:フランシスコ・アギラール(弗朗西斯科‧阿吉拉爾)(正式公演:櫻木港)[27]
- 2022年6月 東京花園劇院 『FLY WITH ME（フライ ウィズ ミー）』[28]
- 2022年8-11月 『HiGH&LOW-THE PREQUEL-』飾演:テッツ(TETTSU【山王聯合會】) 新人公演 飾演:コブラ(正式公演:真風涼帆)『Capricciosa（カプリチョーザ）(卡布里喬沙)!!』[29][30][31][32]＊擔任新人公演主角
- 2023年1月 寶塚Bow Hall 『夢現（ゆめうつつ）の先に(超越夢境)』飾演:彼(他)[33][34][35][36]
- 2023年3-6月 『カジノ・ロワイヤル〜我が名はボンド〜(皇家賭場～我的名字是龐德)』飾演:アナトリー(阿納托利‧羅曼諾夫) 新人公演 飾演:ル・シッフル(勒‧西佛)(正式公演:芹香斗亞)[37]
- 2024年6-8月 『Le Grand Escalier　－ル・グラン・エスカリエ－(大階段)』※特別公演
- 2024年10月 寶塚Bow Hall 『MY BLUE HEAVEN －わたしのあおぞら－(我的藍色天堂)』飾演:ライアン藤川(萊恩・藤川)
- 2024年10-11月 『大海賊』『Heat on Beat! －Evolution－』※全國巡迴公演
- 2025年1-4月 『宝塚110年の恋のうた(寶塚110年情歌)』『Razzle Dazzle（ラズル ダズル）(拉茲爾 達茲爾)』飾演:ミッキー(米奇)
- 2025年6-7月 KAAT神奈川藝術劇場、梅田藝術劇場『RED STONE～悠遠なる叫び～(紅石～最長的呼喊)』飾演:スペンサー(史賓賽)
- 2025年9月-2026年1月 『PRINCE OF LEGEND(傳奇王子，改編TEAM HI-AX原作系列) 』飾演:天堂光輝『BAYSIDE STAR(港灣之星)』

## 外部連結
- 寶塚官網亞音有星簡介頁面 （页面存档备份，存于）
- 東京都會電視台網站亞音有星簡介宝塚カフェブレイク登場人物亞音有星，存档于Archive.today（存檔日期 20250422）